# Vertrag von Stuhmsdorf

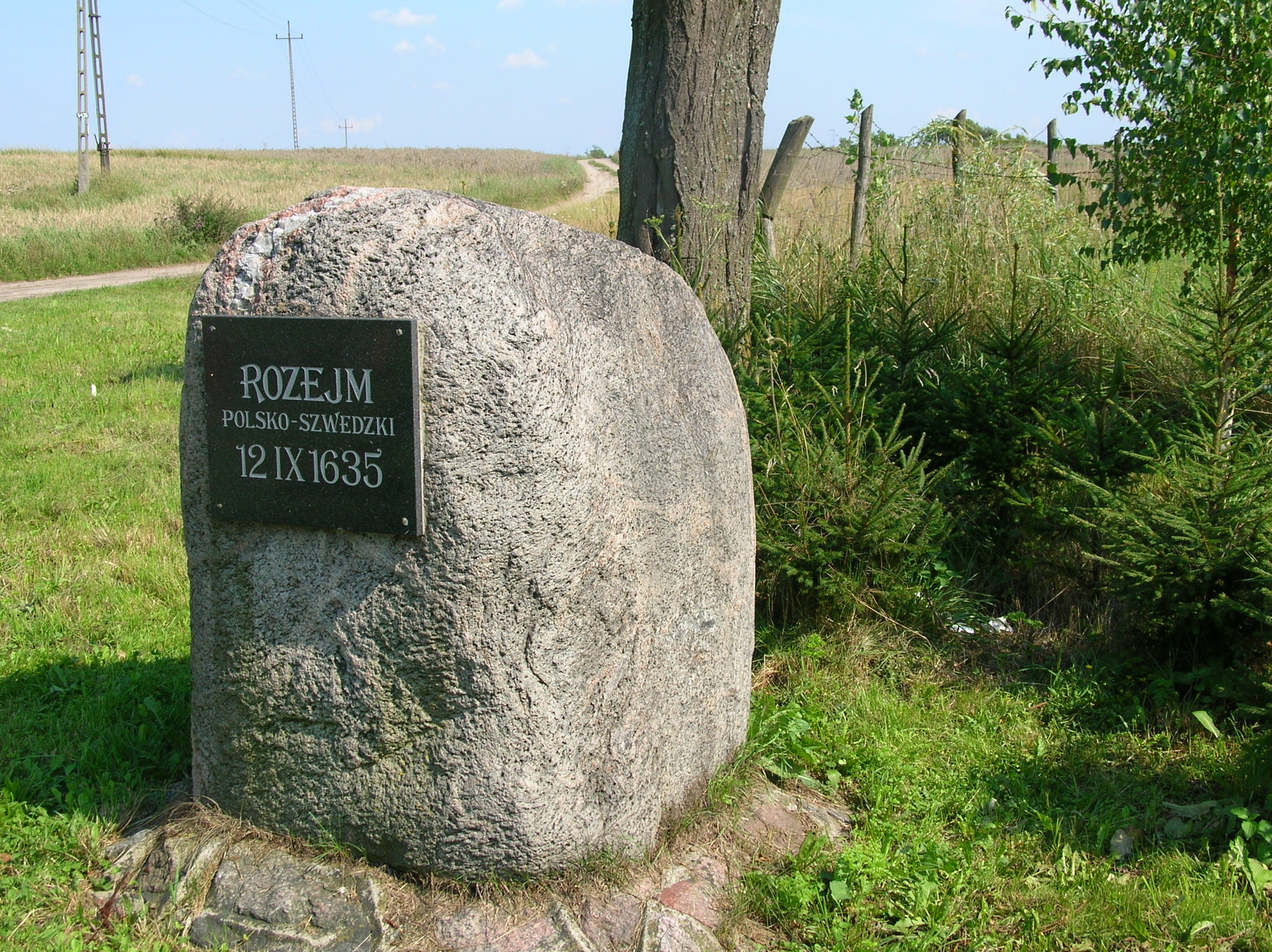
Polnisches Denkmal zur Erinnerung an den Vertrag von Stuhmsdorf 1635

Der Vertrag von Stuhmsdorf vom 12. September 1635 war ein Waffenstillstandsvertrag zwischen der Republik Polen-Litauen und dem Königreich Schweden. Der Vertrag wurde in Stuhmsdorf (polnisch Sztumska Wieś) nahe  Stuhm im Königlichen Preußen geschlossen.
Der Vertrag verlängerte den zunächst auf sechs Jahre begrenzten Waffenstillstand von Altmark, der die Schwedisch-Polnischen Kriege 1600–1629 beendete, um 26 Jahre. Zudem wurde der schwedischen Krone der „Besitz“ von Schwedisch-Livland mit Riga bestätigt. Die schwedische Seite verzichtete dafür auf die Eroberungen von König Gustav Adolf im Königlichen- und Herzoglichen Preußen, sowie die verlangten Zölle aus den Häfen, zum Beispiel aus Danzig. Hermann von Wrangel räumte daraufhin Pillau und wurde in seiner Funktion als Generalgouverneur von Livland bestätigt.
Der Vertrag von Stuhmsdorf wurde 1655 mit Beginn des Zweiten Nordischen Krieges durch die Schweden unter ihrem König Karl X. Gustav gebrochen.